# Yvette Cauchois
Pour les articles homonymes, voir Cauchois.
Yvette Cauchois (Paris, 19 décembre 1908 - Arad, 19 novembre 1999) est une physicienne et chimiste française. Elle est professeure à l'université Paris-VI, connue pour ses travaux en spectroscopie et en optique.

## Biographie

### Formation
Yvette Cauchois fait ses études secondaires à Paris, puis des études supérieures à la faculté des sciences de l'université de Paris. Elle y obtient en juillet 1928 la licence ès sciences physiques.

### Carrière académique
Jeune licenciée, elle rejoint le laboratoire de chimie-physique de Jean Perrin. Elle y prépare un diplôme d'études supérieures sur la fluorescence des solutions, qu'elle obtient en 1930. Elle se consacre ensuite à la spectroscopie des rayons X sous la direction de Jean Perrin,,. Stagiaire de recherche de la Caisse nationale des sciences de 1932 à 1933, elle obtient en juillet 1933 à 24 ans le doctorat ès sciences physiques devant la faculté des sciences de l'université de Paris. Sa thèse s'intitule «Extension de la spectroscopie des rayons X. Spectrographe à focalisation par cristal courbé ; spectre d’émission X des gaz » 
Elle devient ensuite chargée de recherche de la Caisse nationale des sciences puis, en 1935, de la Caisse nationale de la recherche scientifique, et est promue maître de recherche en 1937 (de la Caisse nationale de la recherche scientifique puis du Centre national de la recherche scientifique en 1939). Elle débute parallèlement une carrière à la faculté des sciences de Paris en étant nommée chef de travaux au laboratoire de chimie-physique le 1er janvier 1938, puis chargée d'un cours complémentaire sur les rayons X en chimie physique en 1942. Elle quitte le Centre national de la recherche scientifique pour être nommée le 1er octobre 1945 maître de conférences de chimie-physique, Edmond Bauer étant nommé simultanément titulaire de la chaire de chimie-physique laissée vacante par la destitution de Louis Dunoyer à la Libération. Yvette Cauchois obtient le titre de professeur sans chaire le 1er janvier 1948, puis est nommée professeur titulaire à titre personnel en 1951, et enfin professeur titulaire de la chaire de chimie-physique à la retraite d'Edmond Bauer en 1954, prenant ainsi la direction du laboratoire de chimie-physique. Après la disparition de la faculté des sciences de Paris elle rejoint l'université Paris VI. Retraitée en 1978, elle est professeur émérite jusqu'en 1983.

### Travaux scientifiques
En 1934 et 1935, elle réalise des observations concernant le spectre L d'émission du platine,, du mercure et du tungstène et le spectre K du cuivre. Elle met aussi au point un nouveau type de spectrographe à cristal courbé, qui donne des faisceaux X réfléchis intenses. Ce spectrographe va porter son nom, et va renouveler la technique scientifique appliquée en spectroscopie et optique des rayons X. À cette occasion, une communication de la Fondation Henri Becquerel propose Yvette Cauchois pour un prix scientifique.
En octobre 1936, Yvette Cauchois reçoit le prix Girbal-Baral de la Fondation du même nom d'une valeur de 10 000 francs.
En 1938, l'appareil de spectrographie inventé par Yvette Cauchois permet à Horia Hulubei d'annoncer la découverte de l'élément 93. Cette même année, Yvette Cauchois est récompensée du prix Henry de Jouvenel fondé par sa veuve. Ce prix est destiné à honorer des collaborateurs scientifiques pour leur activité désintéressée. Il est d'une valeur de 10 000 francs et cette année-là il est aussi décerné à Georges Champetier, Jean Painlevé, Jean Rostand et M. Simonet. Yvette Cauchois reçoit son prix au Palais de la découverte en janvier 1939 en présence de Mme de Jouvenel et de Jean Perrin ainsi que d'Anatole de Monzie, ministre des Travaux publics, et de Jean Zay, ministre de l'Éducation nationale.
Yvette Cauchois réalise aussi des recherches concernant le polonium en collaboration avec Horia Hulubei et Sonia Cotelle.
Yvette Cauchois est la deuxième femme, après Marie Curie, à présider la Société française de chimie physique.
Dans les années 1970, elle travaille avec Francis Perrin,, le fils de Jean Perrin. Elle collabore avec Michel Boivin, Yvonne Heno, Clary Schloesing-Möller, et Vasco Zecevic
Yvette Cauchois décède en 1999 d'une bronchite contractée lors d'un voyage en Roumanie. Elle est enterrée au monastère de Bârsana.

## Prix et distinctions

### Prix
- Prix Louis-Ancel, 1933[14]
- Prix Henri Becquerel, 1935
- Prix de la Fondation Girbal-Baral, 1936
- Prix Henry de Jouvenel, 1938
- Prix Jérôme Ponti, 1942
- Prix Triossi, 1946

### Distinctions
- Médaille de la Société tchécoslovaque de spectroscopie, 1974
- Commandeur de l'Ordre des Palmes académiques
- Officier de la Légion d'honneur
- Officier de l'Ordre national du Mérite
- docteur honoris causa de l'université de Bucarest
- Médaille d'or de l'université de Paris

## Hommage
Son nom a été donné à une rue du nouveau quartier universitaire du Moulon à Gif-sur-Yvette. De même, une rue du quartier du stade Marcel Picot à Tomblaine (Meurthe-et-Moselle) porte également son nom, ainsi qu'une rue à Rezé (Loire-Atlantique), dans le nouveau quartier du Marché d'Intérêt National de Nantes.